# ألوان (جريدة سودانية)
ألوان كانت صحيفة باللغة العربية في السودان. بلغ توزيعها اليومي حوالي 16000 نسخة اعتبارًا من عام 2011، وكانت تدعم بشكل عام حزب المؤتمر الشعبي الذي يتزعمه الترابي. أُغلقَت في عام 2020 من الحكومة السودانية بعد انقلاب عام 2019.